# Comté de Tallapoosa
Le comté de Tallapoosa est un comté des États-Unis, situé dans l'État de l'Alabama.
Au recensement de 2010, la population était de 41 616 habitants. Le siège du comté est Dadeville tandis que la plus grande ville est Alexander City.
Le comté est traversé par la rivière Tallapoosa.

## Histoire
Le nom Tallapoosa est d'origine creek ; de nombreux villages creeks étaient situés le long des rives du cours inférieur de la rivière avant le déplacement des Indiens au XIXe siècle.
Le comté de Tallapoosa a été créé le 18 décembre 1832. Une bande sud-ouest du comté a été détachée pour devenir une partie du comté d'Elmore lors de sa création le 15 février 1866.

## Démographie
Au recensement de 2000, 41 475 personnes, 16 656 ménages et 11 809 familles vivaient dans le comté. La densité de la population était de 58 personnes par mile carré (22/km2).
Environ 13,50 % des familles et 16,60 % de la population se trouvaient sous le seuil de pauvreté, dont 24,30 % des personnes âgées de moins de 18 ans et 15,60 % des personnes âgées de 65 ans ou plus.